# Bouzy-la-Forêt
 Bouzy-la-Forêt  es una población y comuna francesa, situada en la región de Centro, departamento de Loiret, en el distrito de Orleans y cantón de Châteauneuf-sur-Loire.

## Demografía
| 582 | 525 | 541 | 719 | 766 | 864 |
| Para los censos de 1962 a 1999 la población legal corresponde a la población sin duplicidades (Fuente: INSEE [Consultar]) |     |     |     |     |     |